# Mas Garriga
Mas Garriga és una masia de les Cases de la Serra, al municipi de Torrefeta i Florejacs (Segarra), inclosa a l'Inventari del Patrimoni Arquitectònic de Catalunya.

## Descripció
Hi ha dos cossos principals que tenien funció d'habitatge. Els dos estan units. El primer cos, el de dimensions més petites que es troba al sud, té tres plantes. A la façana est, a la planta baixa a l'esquerra hi ha una entrada amb porta de fusta. A la seva dreta hi ha una altra entrada amb arc escarser i porta de ferro de doble batent. Just a sobre de l'entrada de l'esquerra hi ha una petita obertura. A la segona planta, hi ha dues finestres amb llinda de pedra i ampit. A la darrera planta hi ha dues petites finestres amb ampit. La façana sud està pràcticament coberta per un edifici annex. A la darrera planta hi ha una finestra. A la façana oest hi ha una espitllera a la planta baixa (que es troba en un nivell inferior que a la façana principal) i una petita finestra a la següent planta. A la planta següent hi ha quatre finestres, i una de tapiada a la dreta de la façana. A la darrera planta hi ha dues finestres. La façana nord està coberta per l'altre cos. La coberta és de dos vessants (est-oest), acabada amb teules.
L'altre cos, a la façana est, té una capella dedicada a Santa Bàrbara, adjunta a la façana. I entre aquesta capella i l'edifici encara hi ha un altre petit edifici. A la façana hi ha una finestra a la segona planta, i una de petita a la darrera. A la façana sud, a la planta baixa a la dreta hi ha una premsa incrustada a la façana. A la seva esquerra hi ha una entrada amb llinda de pedra (té una inscripció que posa «62, ornells», que segurament vol dir 1762 i Fornells, per la similitud amb la llinda de la capella) i porta de fusta de doble batent. A la seva esquerra té una petita obertura. A la planta següent hi ha dues finestres, la de més a la dreta amb ampit i contornejada amb carreus de pedra. A la planta següent, hi ha una petita finestra i a la darrera una altra. La part esquerra d'aquesta façana està coberta pel cos anterior. A la façana nord hi ha diversos petits edificis adjunts a la façana. Hi ha una petita porta de fusta que dona a la segona planta, a cada costat d'aquesta hi ha una finestra. A la planta següent hi ha dues finestres. A la façana oest, hi ha tres finestres que donen a la segona planta, i tres finestres a la darrera. La coberta és de dos vessants (est-oest), acabada amb teules.
El petit edifici abans esmentat entre la façana est del segon cos i la capella, té una entrada a la façana sud, que dona a la planta baixa, i una petita finestra a la segona planta. A la façana nord, té una altra entrada a la planta baixa amb llinda de fusta, i una finestra a la segona planta. La coberta és de dos vessants (nord-sud), acabada amb teules.

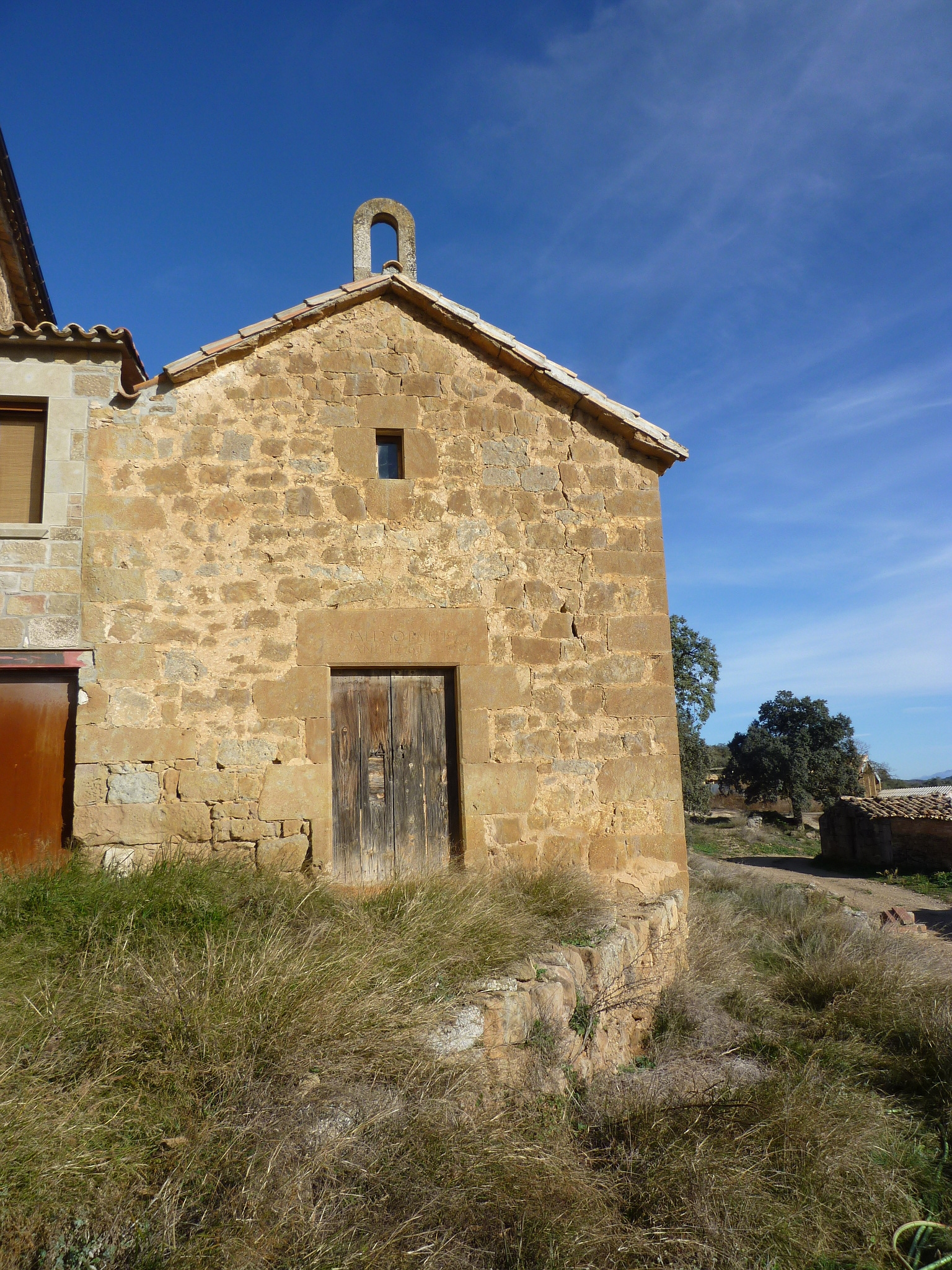
Capella de Santa Bàrbara

Adjunt amb aquest edifici hi ha la petita capella de Santa Bàrbara. Té una entrada al mur sud amb llinda de pedra i porta de fusta. A la llinda hi ha la inscripció de "Falip Fornells, Any 1761". Just a sobre té una petita obertura. Culmina amb un petit campanar de cadireta d'un sol ull. Al mur est, hi ha una petita obertura tapiada. Té la coberta de dos vessants (est-oest) acabada amb teules.
L'edifici adjunt a la façana sud del primer cos, té una gran entrada a la façana est, a la seva dreta hi ha una petita entrada amb porta metàl·lica. A la seva dreta hi ha unes escales que donen amb una porta metàl·lica a la segona planta. Al centre a sobre de l'entrada hi ha una petita obertura. A la façana sud, hi ha una finestra a la segona planta. A la resta de façanes no hi ha obertures. La coberta és de dos vessants (est-oest), acabada amb teules.
Uns metres al sud d'aquest darrer edifici, n'hi ha tres més que originalment tenien funció ramadera i agrícola. El del centre actualment només té dues obertures senzilles a la façana sud. L'edifici de la dreta, era un paller. Té dues plantes, dues entrades a la planta baixa, i dues obertures típiques de paller a la planta superior, tots aquests elements a la façana sud.
A l'extrem on s'ajunten les façanes sud, i est del segon cos, sobresurt un mur que antigament era l'entrada al recinte amb arc rebaixat on hi ha la data de 1856.
Davant de la capella, hi ha dos petits edificis que tenien funció ramadera. Amb diverses obertures cadascun, i coberta de doble vessant.